# Ода Хидэнобу
Ода Хидэнобу (織田 秀信?, 1580 — 24 июля 1605) — японский самурай периода Адзути-Момояма. Имел прозвание Самбоси (三法師). Глава рода Ода (1582—1600).

## Биография
Родился в провинции Мино. Старший сын Оды Нобутады и внук Оды Нобунаги. Его дед и отец погибли в июне 1582 года во время инцидента в храме Хонно-дзи (Киото).
После смерти Оды Нобунаги началась междоусобная борьба за власть между его крупнейшими военачальниками. На главенство в роде Ода претендовали Ода Нобукацу и Ода Нобутака, дяди Хидэнобу. Тоётоми Хидэёси поддерживал кандидатуру малолетнего Хидэнобу, а другой полководец Сибата Кацуиэ — его дядю Нобутаку. На совещании в замке Киёсу Тоётоми Хидэёси, получив поддержку ряда генералов Оды Нобунаги, добился провозглашения двухлетнего Самбоси наследником своего рода.
После смерти Тоётоми Хидэёси Ода Хидэнобу перешёл на сторону военачальника Исиды Мицунари в его противостоянии с Токугавой Иэясу. В августе 1600 года Ода Хидэнобу защищал родовой замок Гифу от войск Икэда Тэрумаса и Фукусима Масанори, вассалов Токугавы Иэясу. После поражения Исиды Мицунари в битве при Сэкигахара Хидэнобу вынужден был сдаться, а его вассалы совершили коллективное харакири в замке Гифу. После победы Токугавы Иэясу Ода Хидэнобу принял монашество и скончался через пять лет.